# Hyacinth Martens
Hyacinth Martens (Stevoort, 30 augustus 1847 - aldaar, 18 februari 1919) was architect.
Hyacinth Martens was zoon van een timmerman en in 1869 vestigde hij zich in Stevoort, eveneens als timmerman. In 1881 bouwde hij een eigen huis (Kolmenstraat 5), en stond bekend als meester-timmerman. Hij had waarschijnlijk geen volledige opleiding tot bouwkundige of architect genoten, maar werd -omwille van zijn bouwkundige prestaties- wel als bouwmeester erkend. Hij kreeg onder meer een opdracht om de plaatselijke Sint-Martinuskerk te vergroten en ook de nieuwe pastorie (Alkenstraat 5) te ontwerpen.
Vanaf 1895 tot zijn overlijden was hij gemeenteraadslid van Stevoort. Daar pleitte hij voor groei van de gemeente. In dit kader ontwierp hij 40 huizen, een woonhuis met brouwerij en dergelijke. In 1911 ontwierp hij de Villa Grammen (Oppenstraat 11) en in 1913 ging hij er wonen.
Vanaf 1890 werd hij regelmatig gevraagd om kerken te ontwerpen, waarbij hij vaak samenwerkte met Vincent Lenertz. Ook pastorieën, kloostergebouwen en woningen behoren tot zijn oeuvre. Opvallend is het zeer grote aantal kerken in Belgisch-Limburg dat hij heeft ontworpen.

## Externe bron
- Onroerend erfgoed

- Gemeinsame Normdatei: 139780831
- International Standard Name Identifier: 0000 0004 2660 5534
- Union List of Artist Names: 500229277
- Virtual International Authority File: 102628474